# Karol Kłosowski
Karol Kłosowski (ur. 1 lutego 1882 w Piłatkowcach w dawnym powiecie borszczowskim, zm. 4 lutego 1971 w Zakopanem) − artysta i pedagog związany z Podhalem, malarz, rzeźbiarz, twórca wycinanek ludowych, działacz społeczny, mąż poetki Katarzyny Sobczakówny.
Rodzice Karola Kłosowskiego: Michał i Eudoksja ze Skoczylasów, byli prostymi chłopami mieszkającymi w dworskiej wsi na Podolu. On sam w wieku dziewięciu lat rozpoczął naukę w miejscowej sześcioklasowej szkole powszechnej. W tym samym czasie stracił ojca i musiał pomagać matce w utrzymaniu rodziny. Jego zdolności artystyczne zostały zauważone przez miejscowego dziedzica, Antoniego Józefowicza, który w 1895 roku uzyskał dla niego stypendium na dalszą naukę w C.K. Szkole Zawodowej Przemysłu Drzewnego w Zakopanem.
Po pięciu latach uzyskał dyplom ukończenia szkoły. Dzięki kolejnemu stypendium mógł kontynuować naukę w Państwowej Szkole Artystyczno-Przemysłowej w Krakowie, której wydział stolarstwa artystycznego ukończył w 1903 roku. Dotacja, którą uzyskał od prywatnej fundacji Tadeusza Czarkowskiego-Golejowskiego, umożliwiła mu podjęcie studiów na Akademii Sztuk Pięknych w Wiedniu, ale po roku została cofnięta, co zmusiło Kłosowskiego do powrotu do kraju. Został przyjęty do krakowskiej Akademii Sztuk Pięknych, którą ukończył w 1907 roku. Jego nauczycielami byli między innymi Leon Wyczółkowski, Jan Stanisławski, Stanisław Wyspiański, Józef Mehoffer i Teodor Axentowicz.
Po ukończeniu studiów wyjechał na Podole, a później do Zakopanego. Tam odnowił znajomość z Katarzyną Gąsienicą Sobczak, poetką ludową, z którą pobrali się w 1907 roku, wywołując spory skandal w miejscowości (panna młoda była dużo starsza od narzeczonego, ponadto jako tercjarka franciszkańska była przez wielu postrzegana jako kandydatka do zakonu a nie zamążpójścia). Zamieszkali w rodzinnym domu Sobczaków, Sobczakówce, której nazwę zmienili wkrótce na willę Cichą. W 1909 roku Kłosowski został współzałożycielem (razem między innymi z Tymonem Niesiołowskim i Mariuszem Zaruskim) Towarzystwa Sztuka Podhalańska, wspierającego miejscowych artystów. Już latem tego roku odbyła się w chacie jednego z członków Towarzystwa, Wojciecha Brzegi, wystawa przemysłu artystycznego, która odbiła się szerokim echem w ówczesnej prasie. W tym czasie Kłosowski brał udział w szeregu wystaw zbiorowych twórców podhalańskich.

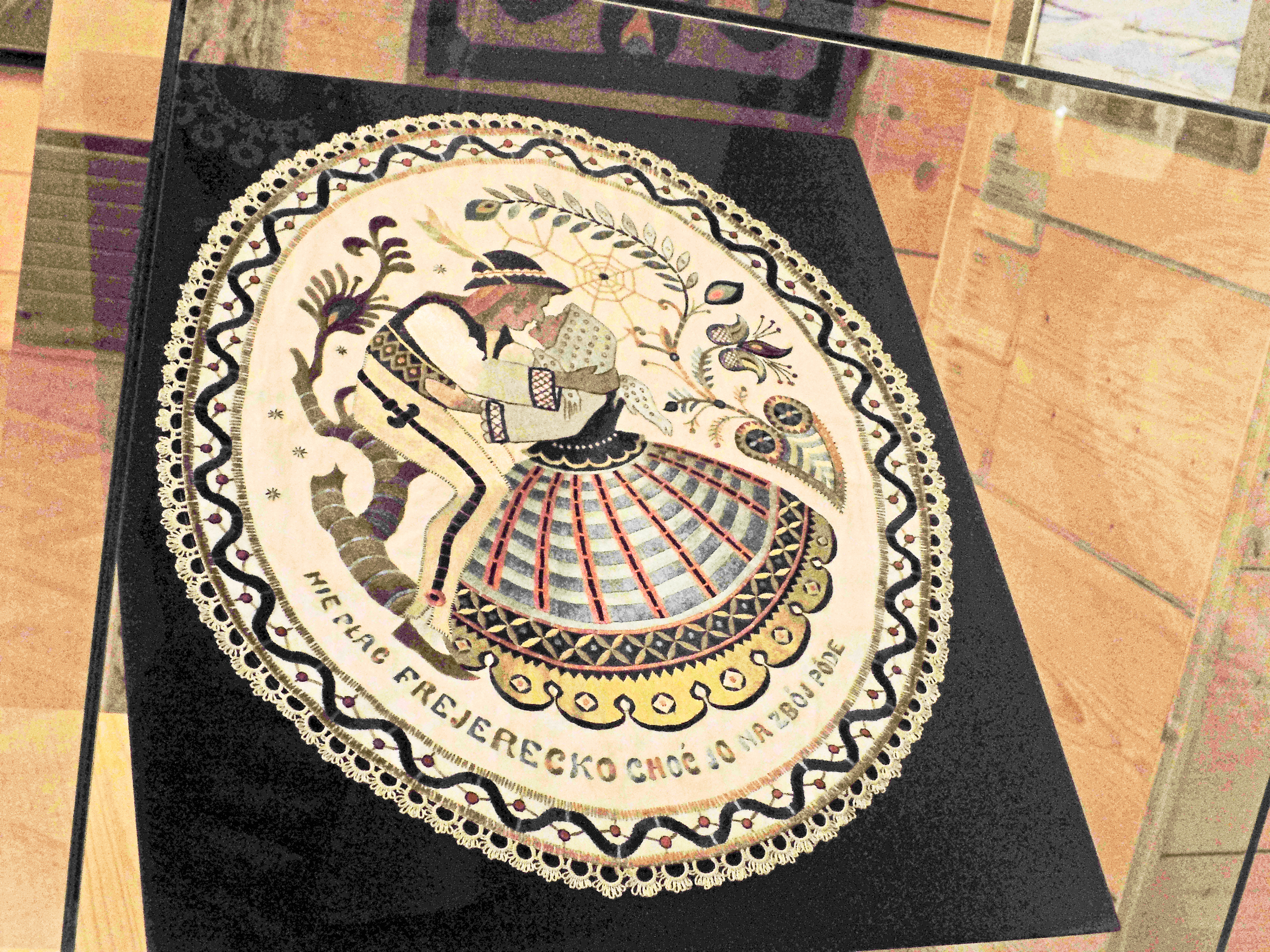
Muzeum Tatrzańskie w Zakopanem – serweta wykonana przez uczennice szkoły koronkarskiej według projektu Karola Kłosowskiego, 1925

Od 1912 roku był nauczycielem rysunku w Szkole Przemysłu Drzewnego, wkrótce również w Krajowej Szkole Koronkarskiej, gdzie uczył do 1931 roku, projektując koronki igłowe i klockowe. W 1915 roku zmarła jego żona Katarzyna. Pięć lat później Kłosowski ożenił się ponownie, z Jadwigą z Marusińskich, nauczycielką. Mieli dwoje dzieci: Helenę i Bronisława. W 1925 roku koronki jego projektu zdobyły złoty medal na Powszechnej Światowej Wystawie Sztuki Dekoracyjnej w Paryżu, co zaowocowało ministerialnym stypendium we Włoszech. Po przejściu na wcześniejszą emeryturę, od 1932 roku Karol Kłosowski poświęcił się pracy twórczej (głównie malarstwu pastelowemu i wycinankom ludowym) oraz rozbudowie Cichej, która była popularnym miejscem wśród odwiedzających Zakopane turystów.
Okres okupacji hitlerowskiej Kłosowski spędził w Zakopanem. Jego żona zmarła w 1943 roku, dzieci kolejno były wysyłane na roboty przymusowe: córka do Niemiec, skąd powróciła wkrótce po śmierci matki, syn w okolice Jasła i Przeworska. W 1944 roku uciekł i wstąpił do oddziału partyzanckiego Armii Krajowej, pod pseudonimem "Radosław", co stało się w 1946 roku powodem jego aresztowania przez NKWD i wywiezienia w głąb Związku Radzieckiego. 
W 1947 roku Karol Kłosowski został przewodniczącym zakopiańskiego oddziału Związku Polskich Artystów Plastyków. W pięćdziesięciolecie twórczości artystycznej w 1958 roku został odznaczony Złotym Krzyżem Zasługi. W 1966 roku został kawalerem Orderu Odrodzenia Polski, dwa lata później otrzymał odznakę Zasłużonego Działacza Kultury. Zmarł w 1971 roku i został pochowany na Cmentarzu na Pęksowym Brzyzku (kw. P-II-25).

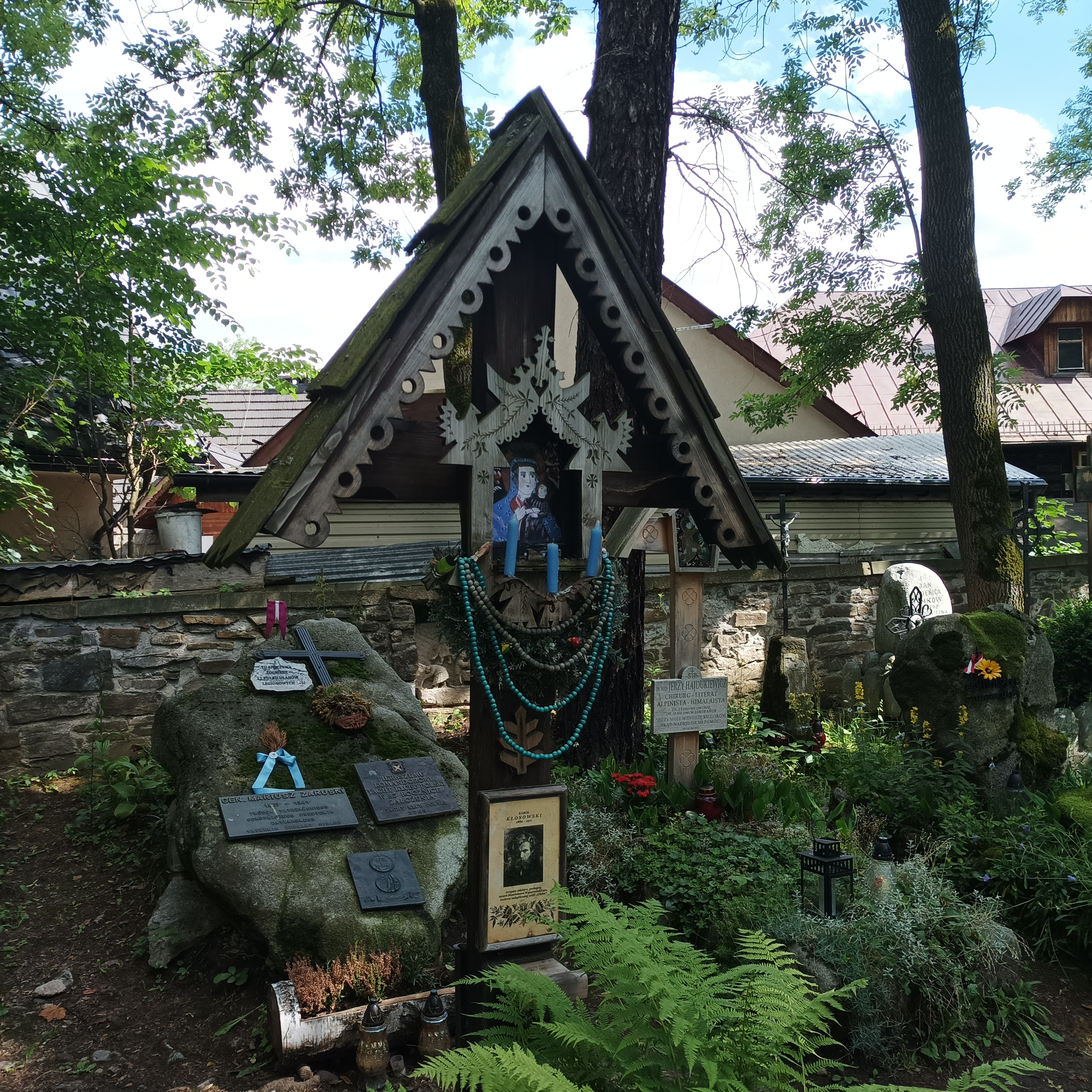
Grób Karola Kłosowskiego na Cmentarzu Zasłużonych na Pęksowym Brzyzku

Twórczość Karola Kłosowskiego to głównie malarstwo pastelowe i olejne, rysunki, wzory wycinanek, projekty koronek i mebli. Znaczna jej część jest eksponowana w rodzinnym muzeum w willi Cicha w Zakopanem, której dekoracja snycerska również jest dziełem artysty. Malarzem został jego syn Bronisław i wnuk Zygmunt Kłosowski.